# 烏利希·慈運理

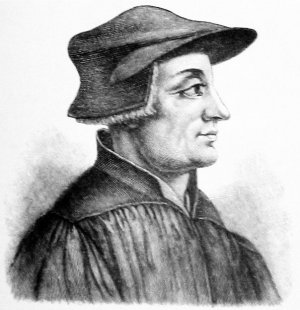
慈運理

烏利希·慈運理（德語： 或 ，1484年1月1日—1531年10月11日），基督教新教神學家，瑞士宗教改革運動的領導者。
慈運理生於瑞士维尔德豪斯。當時是瑞士愛國主義剛興起的時候，瑞士傭兵制度也受到越來越多的批評。慈運理進入了維也納大學和巴塞爾大學接受教育，深受人文主義影響。當他在格拉魯斯與艾恩西德尔恩擔任神父後，仍繼續他的學業，受到伊拉斯謨著作的影響。慈運理本身反對教會傳統、贖罪券和崇拜聖母瑪麗亞等傳統信仰。
1518年慈運理成為蘇黎世大教堂的神父，在那裡開始宣扬宗教改革的思想。1522年因為反對在大齋期的齋戒，公開喫香腸，開始受到公眾關注。在著作中，他指出在教會階級的腐敗，提倡教士結婚，並攻擊禮拜場所使用聖像。1525年，慈運理推出了新的禮儀。對於嬰兒洗禮，慈運理曾與重洗派一起試圖廢除，但後來因政治因素妥協，導致與堅持進一步改革的重洗派決裂。因為慈運理與重洗派的衝突導致重洗派被迫害，歷史學家曾爭論他是否使蘇黎世成為一個神權政治的城邦。
之後宗教改革擴及瑞士邦聯其他地區，但有些城邦仍傾向維持天主教，瑞士邦聯因此依宗教分裂為支持宗教改革的城邦聯盟，以及支持天主教的城邦聯盟。1529年，戰爭尚未爆發。該年，慈運理與馬丁·路德在德意志的馬爾堡會面協商，企圖整合雙方在宗教改革思想上的分歧。馬爾堡會議中，前14條半都達成共識，但最後討論聖餐禮時對聖餐意義的觀點卻完全不同，導致兩派整合失敗。馬丁·路德認為聖餐中基督的確實質降臨，是為同質說。而慈運理則認為聖餐只是一種紀念基督的象徵，即象徵說。
1531年，慈運理的聯盟意圖對天主教各城邦進行糧食封鎖，於是有五個天主教城邦突襲蘇黎世，慈運理以隨軍牧師的身分戰死，年僅47歲。慈運理所留下的神學思想、禮儀還有教會制度，至今仍影響著許多新教教會，如重洗派。

## 歷史背景

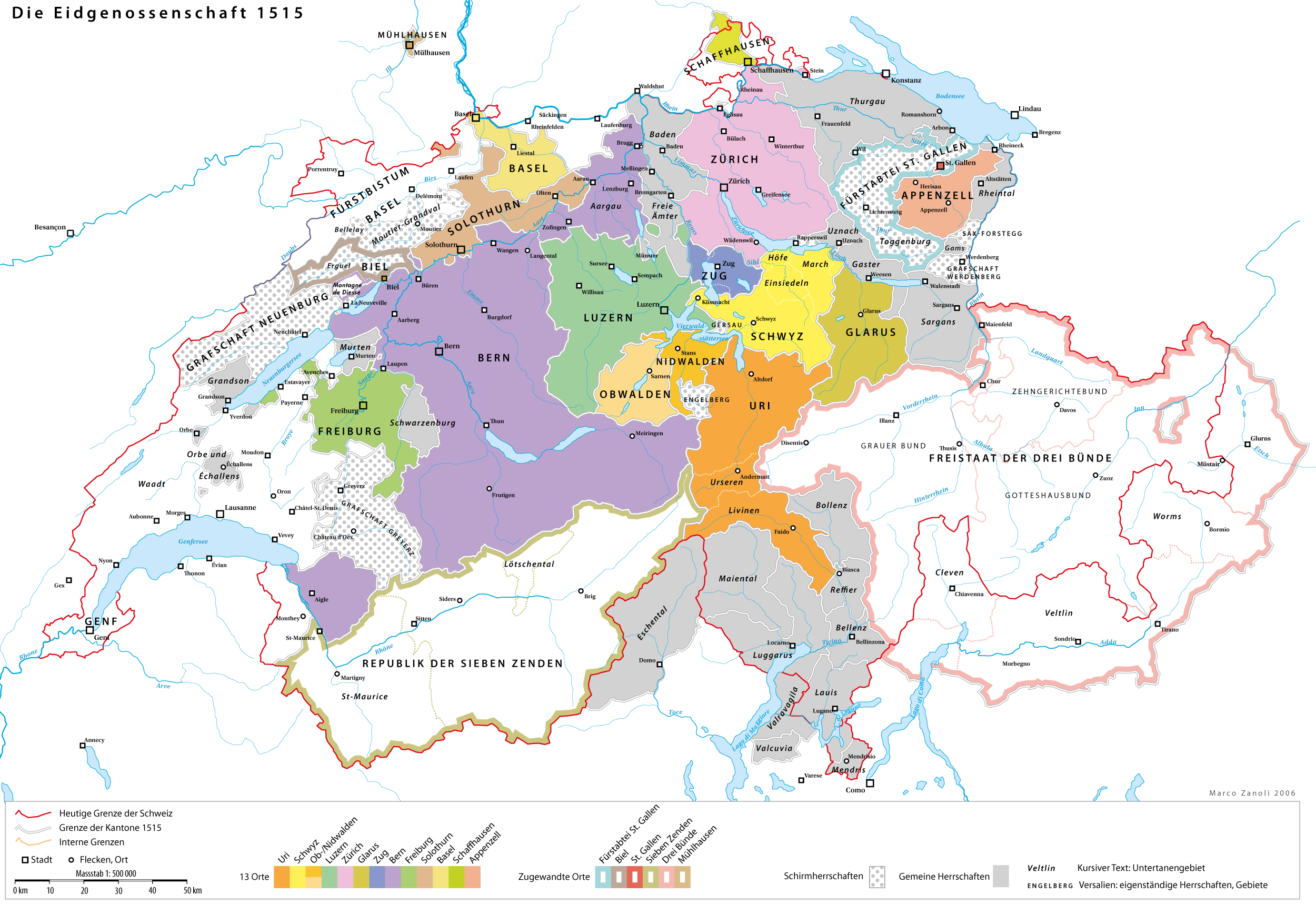
1515年的瑞士邦聯地圖

在慈運理時代的瑞士邦聯包含13個城邦(自治州)、附屬州和共同貴族領地。與現代在聯邦政府下運作的瑞士聯邦不同，13個城邦接近完全獨立，進行自己的內政與外交，邦聯內及邦聯外的城邦形成各自的同盟。這種相對獨立的狀態是瑞士宗教改革時期衝突的原因，各州因此分為不同宗派的陣營。軍事上的野心也加劇了進一步的競爭，以獲得土地和資源，如同古蘇黎世戰爭。
15、16世紀間歐洲的政治環境也同樣動盪不安。幾個世紀以來，瑞士邦聯的外交政策是由它與它的強鄰—法蘭西王國—之間的關係決定。名義上，邦聯是在神聖羅馬帝國的控制之下。然而，經過一連串的戰爭，士瓦本戰爭之後，邦聯已經事實上獨立。當時兩個大陸強權、其他次強權(如米蘭公國、薩伏依公國)，以及教皇國正在互相競爭、對抗，對邦聯的政治、經濟、社會都有深遠的影響。也就是此時，瑞士邦聯的傭兵制度受到質疑。慈運理在辯論時，以宗教觀點反對因城邦政府的財政因素，派出年輕的瑞士士兵參與外國的戰爭。
這些內部和外部因素，促成瑞士邦聯國族主義的興起，術語“祖國”（德語：patria）被使用，開始有超越各城邦之上的意義。在此同時，文藝復興人文主義的普遍價值、對獎學金的重視都在此生根。包括被稱為“人文主義王子”的伊拉斯謨，也多次來訪，停留相當長的時間。慈運理正是誕生在這種瑞士愛國主義與人文主義交錯的環境。

## 生平

### 早年（1484-1518年）

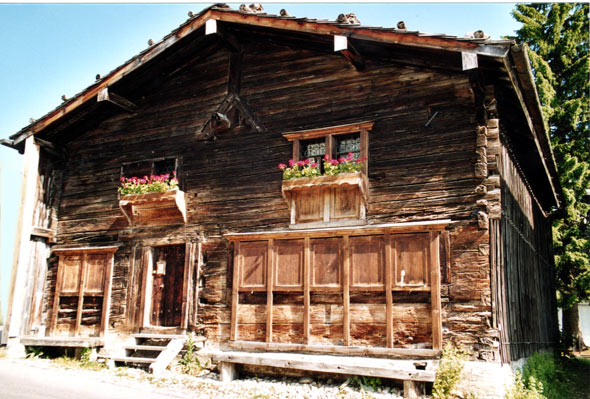
维尔德豪斯慈運理所出生的房子(現在屬於聖加侖州)

慈運理1484年1月1日出生於瑞士圖根堡山谷中的维尔德豪斯，一個農民家庭，是家裡9個孩子中的第3個。他的父親烏爾里希，在社區法警或首席地方法官的管理扮演主要角色。慈運理的小學教育來自他在韋森當神父的叔叔巴塞洛繆，在那裡他可能遇到了卡塔琳娜·馮·施文。十歲時，慈運理被送往巴塞爾接受中學教育，在法官格雷戈里的指導下學會拉丁文。在巴塞爾的三年過後，他停留一小段時間在伯爾尼，接觸人文主義學者亨利·沃爾夫林。伯爾尼的道明會試圖說服慈運理加入他們的組織，或許是要收他為新手。然而，由於父親和叔叔反對，他沒有完成他的拉丁文研究就離開伯爾尼。1498年的冬季學期他進入維也納大學，但似乎遭到開除。慈運理在1499年的活動目前仍不清楚。但他在1500年的夏季學期重新回到學校，繼續在維也納的研究。1502年之後他前往巴塞爾大學，在1506年獲得文學碩士學位(M.A.)。
1506年9月29日，慈運理在康士坦茲被任命為當地教區的宗座，並在他的家鄉维尔德豪斯慶祝他的第一場彌撒。做為一名年輕的神父，慈運理學過一些神學，不過這在當時並不會被認為是不尋常的。他的第一個教會職務是格拉魯斯鎮的神父，在那裡待了十年之久。就是在格拉魯斯，許多的士兵都在歐洲當傭兵，慈運理也因此開始參與政治。當時瑞士邦聯被捲入鄰國(法國、哈布斯堡王朝和教皇國)之間許多的戰事，慈運理選擇站在羅馬這一邊。作為回報，教皇朱利葉斯二世獎勵慈運理，通過提供年度退休金給他。慈運理以隨軍神父的身分，參與了在義大利的幾次戰爭，包括1513年諾瓦拉戰役。然而，瑞士邦聯在馬里尼亞諾戰役中遭受決定性的失敗，導致格拉魯斯的立場開始從支持教皇國倒向法國。屬於教皇黨的慈運理因此處境尷尬，決定撤退到施维茨的艾因西德倫。這時的慈運理已經開始相信唯利是圖的服事是不道德的，且對於未來的任何事，瑞士的團結是必須的。現存他最早的一些著作，例如《牛》（1510）和《迷宮》（1516），使用寓言和諷刺攻擊傭兵制。他的同胞則是在法國、帝國和教皇三方夾縫中求生的正直人。慈運理住在艾因西德倫的兩年，完全退出政治，致力於教會活動和個人研究。
慈運理在格拉魯斯和艾因西德倫當神父的這段時間，特徵是內在的成長與發展。他專精希臘文，並且開始學習希伯來文。書庫有超過300冊，使他可以鑽研古典學、教父學和經院哲學著作。他與瑞士的人文主義社群通信交流，並開始研究伊拉斯謨的著作。伊拉斯謨在1514年8月和1516年5月之間來到巴塞爾時，慈運理把握機會與他見面。慈運理轉變為相對的和平主義，並且專注在宣教上，都與伊拉斯謨的影響有關。
1518年末，蘇黎世蘇黎世大教堂的“人民神父”一職出缺，蘇黎世大教堂認可慈運理是位傑出的宣教士與作家。他與人文主義的連結，是一些教會同情伊拉斯謨改革的關鍵因素。此外，他對法國和傭兵制的反對，也受到蘇黎世政治家們的歡迎。1518年12月11日，蘇黎世大教堂選出慈運理為“受薪神父”。12月27日，他搬到蘇黎世，永久在此定居。

### 蘇黎世事工的開始（1519-1521年）

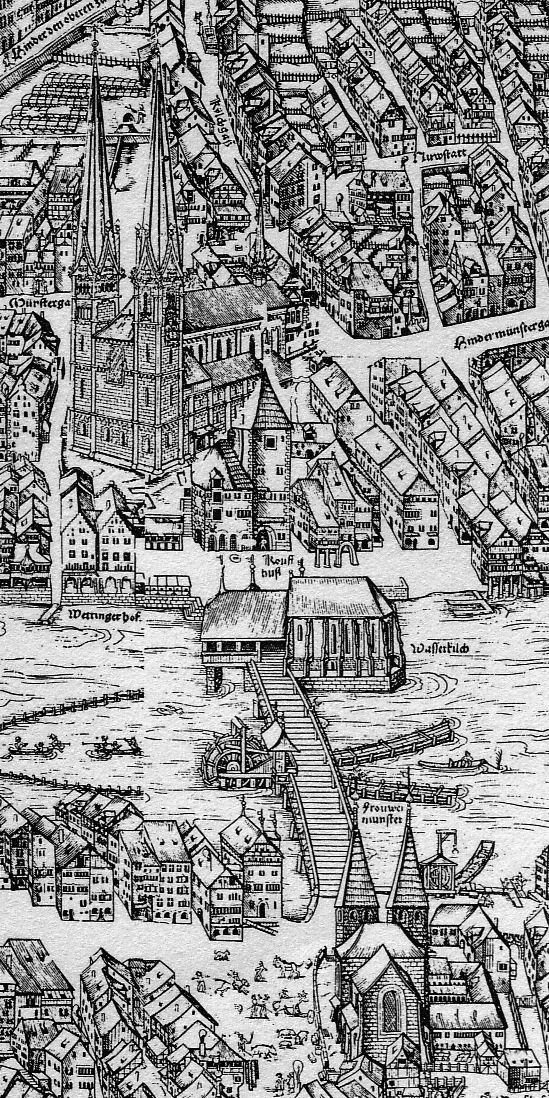
蘇黎世市街中心的蘇黎世大教堂 (《繆爾平面圖》, 1576)

1519年1月1日，慈運理開始第一次在蘇黎世的講道。當時流行只在特定節日傳講福音，但慈運理使用伊拉斯謨的新約聖經，從馬太福音開始解經講道，也就是所謂的持續讀經法。他每週日持續固定的進度解經，直到一卷書讀完為止。馬太福音之後是使徒行傳、新約書信，然後開始舊約聖經。慈運理為何如此做的動機並不清楚，但他在講道中試圖實現道德和宗教的改進，目標與伊拉斯謨的改革相媲美。
1520年後的某個時段，慈運理的神學開始演變成一種獨特的形式，既不屬於伊拉斯謨也不屬於馬丁路德。學界對於他獨特的思想是如何形成的，並沒有定論。一種觀點認為慈運理原先是個伊拉斯謨式的人文主義者，然後馬丁路德對他的神學轉向有著關鍵性的影響。另一種觀點認為慈運理實際上沒有太注意到路德的神學，所以仍屬於人文主義改革運動的一部分。第三種觀點則認為慈運理不是完全地追隨伊拉斯謨，早在1516年他的神學就開始走向獨自發展。
慈運理的神學立場逐漸通過他的講道表明。他抨擊道德腐敗，在這當中指名道姓地譴責那些人。教士則是被指責怠惰和生活優渥。1519年，慈運理明確拒絕敬奉聖人，並呼籲需要辨別真實和虛假的教導。他懷疑地獄，堅稱未受洗禮的兒童不是該死的，並質疑逐教會絕罰的權力。他抨擊宣稱什一奉獻是一個神聖機構的說法，而是具有最偉大的神學和社會影響。這直接違背了教會的經濟利益。一位在選舉中支持慈運理的長老康拉德·霍夫曼，曾在信中抱怨他的講道。教會中有一些人支持霍夫曼，但反對派勢力並沒有非常大。慈運理堅持他不是一個創新者，他講道的唯一基礎是聖經。
在康斯坦茨教區內，伯納迪恩桑森因對建造羅馬聖彼得大教堂的貢獻而獲得大赦。桑森在1519年一月底抵達蘇黎世，會友們希望慈運理對此提出質問。他因此不高興地回應，人們沒有被適當了地教導大赦的條件，導致一些人企圖用自己的金錢來蒙混過關。這是馬丁路德發表九十五條論綱（1517年10月31日）後的隔年。蘇黎世議會拒絕桑森入境。由於羅馬當局急於遏止路德所引起的風波，康斯坦茨主教否認對於桑森的任何支持，並且被召回。
1519年8月，蘇黎世爆發嚴重的黑死病疫情，造成至少1/4的人口死亡。所有有能力離開的人都離開了這座城市，但慈運理依然繼續堅守他的崗位。9月，他也染病，並且差點喪命。他寫了一首預備死亡的詩，被稱為慈運理的〈瘟疫詩〉(Zwingli's Pestlied)，由三個部分組成：病情發作、貼近死亡和恢復的喜悅。詩的第一部分的最後一段寫到：「憑你意行，因我無缺。我乃器皿，或修或毀。」
慈運理恢復之後的幾年，並沒有太多的競爭對手。當蘇黎世大教堂的委員會出現空缺時，慈運理在1521年4月29日獲選遞補空缺。成為教會委員後，他也成為蘇黎世的完全公民，並繼續擔任蘇黎世大教堂的“人民神父”一職。

### 分歧的出現（1522年）
第一次關於慈運理講道的爭議在1522年的大齋期爆發。第一個要禁食的星期日(3月9日)，十多人邀請了慈運理，在克里斯托夫·弗罗绍尔住所舉辦“香腸晚餐”，他們切了兩條燻香腸，故意違反禁食的規條。慈運理在4月16日的講道公開解釋此行為，主題是〈論食物的選擇和自由〉(Von Erkiesen und Freiheit der Speisen )。他注意到關於大齋期的這些規條，在聖經中都找不到清晰的普遍原則，因此違犯這些規則並不是罪。這次事件，後來稱作“香腸事件”，被認為是瑞士宗教改革的開始。在這篇解釋文發表之前，康斯坦茨教區馬上派遣了一個代表團前往蘇黎世。市議會投票的結果支持慈運理，譴責禁食的規條，但認定這屬於宗教事務，要求宗教當局對此澄清。主教在5月24日回應蘇黎世大教堂和市議會，重申傳統的立場。
這次事件後，7月2日，慈運理與其他人文主義者朋友也向主教請願，要求取消神職人員應守獨身的規條。兩週後，大量印制的請願書〈對同盟友好的請願與訓誡〉(Eine freundliche Bitte und Ermahnung an die Eidgenossen )，在德意志公開傳遞。這議題對慈運理而言不單是抽象的問題，同年早些時候，他已經秘密娶了一位寡婦 -安娜·賴因哈特。公共皆知道他們同居，不過他們公開的婚禮在1524年4月2日，他們第一個孩子出生的三個月前才舉行。他們最終有四個孩子: 蕾古拉、威廉、烏利希和安娜。當請願書傳到世俗政府，主教回應要求蘇黎世政府應繼續維持一貫的教會秩序。其他瑞士的神職人員參加了慈運理的訴求，並鼓勵他寫下他關於信仰的第一份重要聲明〈最初與最後的話〉（Apologeticus Archeteles）。他為自己被控煽動叛亂和異端的罪名辯護。他認為由於教廷的腐敗，他們並沒有任何權力干涉地方教會事務。

### 蘇黎世糾紛（1523年）

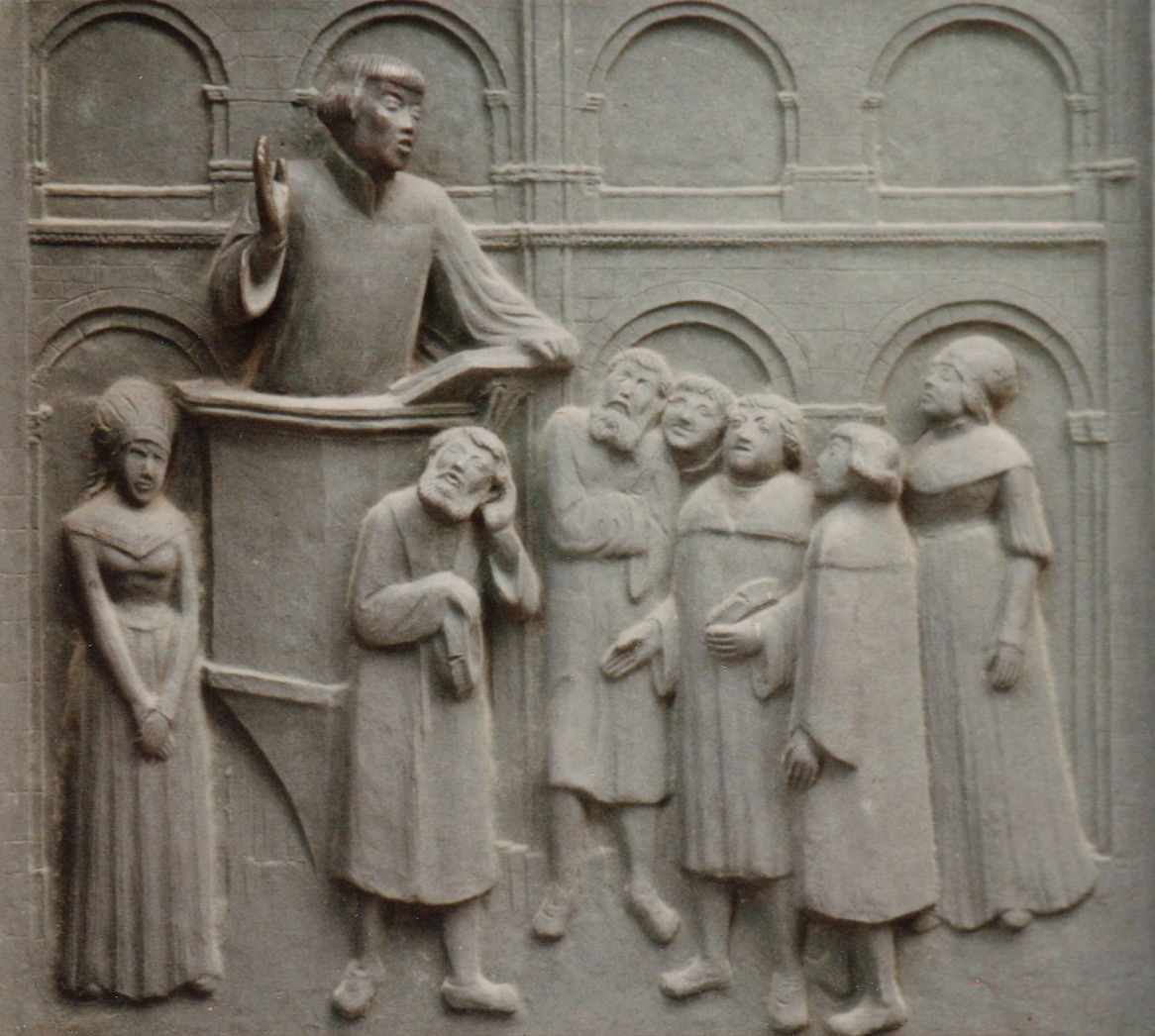
慈運理在講台講道的浮雕, 奧托·明希, 1935年

1522年的事件所帶來的問題並沒有獲得澄清，不僅蘇黎世與主教之間的不安持續，蘇黎世州與邦聯內各夥伴的關係也日益緊張。12月22日，國會建議其成員禁止新的教義，強烈的控訴直接針對蘇黎世。市議會認為有必要主動出擊，尋求自己的解決方案。

#### 第一次辯論
1523年1月，蘇黎世市議會邀請了城市和偏鄉地區的神職人員參與會議，使各派都可以表達他們的意見。也邀請了主教。市議會將對哪一種立場可以繼續傳揚做出決定。本次會議被稱做是“第一次蘇黎世辯論”，發生在1523年1月29日。
本次會議吸引了大批群眾，大約有600人參加。主教派他的副主教，约翰·法贝尔率領代表團參加。慈運理將他的立場總結在《六十七條》(Schlussreden)。法布里沒有料想到慈運理已經預備好要進行正式的學術辯論，他在外行人面前避談神學，只是一再地強調堅持教會權柄的必要。市議會最終投票決定慈運理可以繼續他的講道，並且所有教士必須按照聖經教導。

#### 第二次辯論
1523年9月，慈運理最親密的朋友和同事，蘇黎世聖彼得教堂的神父莱奥·尤德，公開呼籲破壞聖像，清除聖人雕像和其他聖像，導致示威和反傳統運動。市議會決定在第二次辯論中處理聖像問題。彌撒的存在和它獻祭的角色也被列為此次討論的主題。彌撒的支持者聲稱，聖體聖事是真正的獻祭，而慈運理聲稱這是一個紀念。如同第一次論辯，市議會邀請了蘇黎世的神職人員和康斯坦茨主教。然而這一次還額外邀請一些外人，庫爾教區和巴塞爾教區、巴塞爾大學，還有瑞士邦聯另外十二名成員也應邀參加。約九百人參加這次會議，但主教與教廷都沒有派代表參加。此次會議在1523年10月26日開始，歷時兩天。
慈運理再次率先申論。他的對手是康拉德·霍夫曼，當初在教會選舉支持慈運理的長老。參加者還有一群年輕人，要求更徹底更迅速的改革，主張以成人洗禮取代幼兒洗禮。該小組由重洗派運動發起人之一的康拉德·格列伯領導。會議的前三天雖然對聖像和彌撒的爭議進行了討論，但最終變成是在爭論究竟是市議會還是教廷有權力決定這些問題。在這一點上，慈運理的追隨者，阿爾高州的一位神父康拉德·施密德，提出一項務實的建議。由於目前不是每個人都認為聖像毫無價值，施密德建議教士若宣講此議題應受懲罰。他認為，人們的意見會逐漸改變，漸漸跟著自願去除聖像。因此，施密德拒絕激進分子和他們的反傳統運動，但支持慈運理的立場。11月，市議會通過支持施密德的議案。慈運理寫了一本小冊子《基督教簡介》(Kurze, christliche Einleitung)，討論教士的福音責任。市議會將這本小冊子送給神職人員和邦聯的其他成員。

### 蘇黎世宗教改革的進展（1524-1525年）

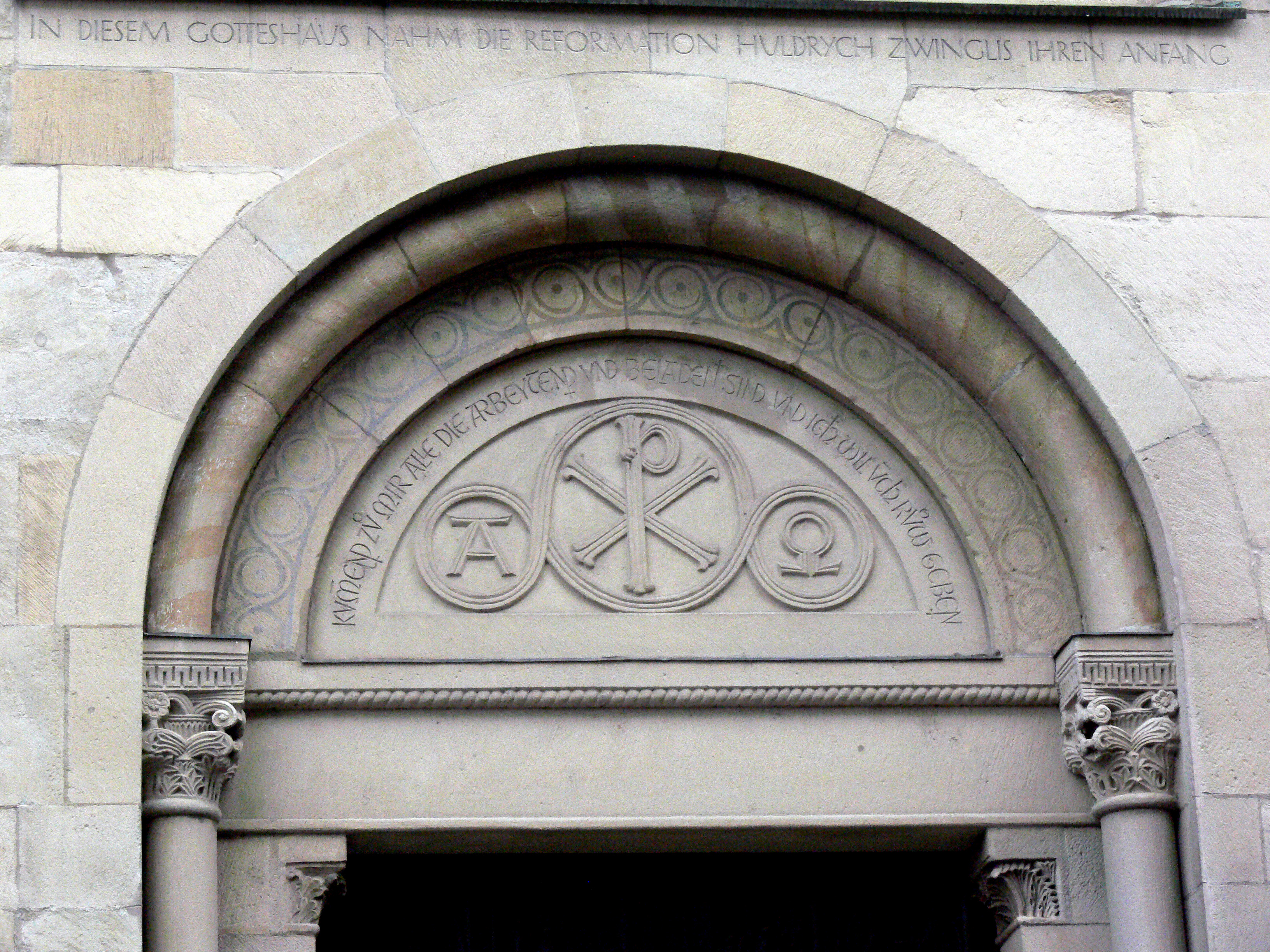
蘇黎世大教堂的大門上刻著馬太福音11章28節: 「凡勞苦擔重擔的人都到我這裏來，我要使你們得安息。」

在1523年12月，市議會設下了期限，要求在1524年的五旬節前解決廢除彌撒和聖像的問題。慈運理對此給出了正式的意見〈關於聖像和彌撒的建議〉(Vorschlag wegen der Bilder und der Messe )。他沒有主張立即、全面的取消。市議會決定漸進式的去除蘇黎世的聖像，但農村教會被授權可以表決決定。廢除彌撒一案則被推遲。
宗教改革的果效開始出現在1524年年初。聖燭節沒有被慶祝，長袍僧侶遊行被取消，林登霍夫的棕枝主日禮拜沒有棕櫚枝和聖髑，祭壇後的三聯畫在大齋期過後仍然是覆蓋的。對改革的反對來自康拉德·霍夫曼和他的追隨者，但市議會決定維持政府的授權。當霍夫曼離開了蘇黎世，反對的主要力量從城邦內反改革的神父，變成是外在對宗教改革的打壓。康斯坦茨主教試圖干預維持彌撒和聖像崇拜，慈運理則撰寫了市議會的官方回應，結果城市和教區斷絕彼此之間所有關係。
雖然市議會對於廢除彌撒有過猶豫，傳統禮儀行使的機會逐漸下降，僅允許牧師可以非正式地為要求者舉行慶祝彌撒。由於個別牧師各自以他們認為合適的做法修改禮儀，慈運理被要求以德語設計一套聖餐禮儀來解決這一混亂的局面。這是發表在〈聖餐的行為與意義〉(Aktion oder Brauch des Nachtmahls)。復活節前不久，慈運理和他的親信要求市議會取消彌撒並引進新的崇拜禮儀。在濯足節，1525年4月13日，慈運理在他新的禮拜儀式中舉行聖餐。使用木杯子和盤子以避免流於外在的形式，會眾坐在預備好的桌子上，為要強調聖餐為“餐”的面向。講道是崇拜的中心，沒有管風琴和詩歌。慈運理建議禮拜中講道的重要性，認為聖餐舉行的次數每年應該以四次為限。
有一段時間慈運理指控虛偽的托鉢修會，要求廢除他們以支持真正的窮人。他建議改修道院為醫院和福利機構，並納入他們的財富為福利基金。這些通過重組蘇黎世大教堂和蘇黎世聖母大教堂，將剩餘的修士和修女強制退休而完成。市議會將一些教會功能世俗化，並建立了新的窮人福利計劃。慈運理請求在蘇黎世大教堂裡建立拉丁學校 －預言(卡羅萊納)學校，獲得市議會同意。1525年6月19日學校正式開幕，供神職人員培訓和再進修，慈運理和里歐·杰為教師。蘇黎世聖經譯本，傳統上歸功於慈運理，並由克里斯托夫·弗羅紹爾印刷，有著“預言學校”團隊合作的標誌。學界從外部和文體的證據，仍未完全了解慈運理參與程度。

### 與重洗派的衝突（1525-1527年）
第二次蘇黎世辯論之後，許多宗教改革的激進派認為慈運理對蘇黎世議會讓步太多。他們拒絕市民政府的角色，並要求立即建立信眾的教會。康拉德·格列伯，激進派與新興重洗派的領袖，私下談論到慈運理時顯得相當輕蔑。1524年8月15日，市議會堅持所有的新生兒都要受幼兒洗禮。慈運理秘密地跟格列伯的小組協商後，1524年底，市議會呼籲召開正式的討論會。當會談中斷，慈運理發表〈誰導致動亂〉(Wer Ursache gebe zu Aufruhr)，陳明反對的觀點。公開辯論在1525年1月17日舉行，市議會贊同慈運理的決定。拒絕讓他們的孩子受幼兒洗禮的人們被要求離開蘇黎世。激進派忽視這一措施，在1月21日，他們在另一位激進派領導人費利克斯·曼茨的母親的房子聚集。在那裡格列伯和第三領導者喬治·布老若克，進行了有紀錄的第一次重洗派成人洗禮。
2月2日，市議會再次要求所有嬰兒應該接受洗禮，不遵守的人將被逮捕與受罰，包括曼茨和布老若克。慈運理和里歐·傑前往探訪他們，市議會則是舉行了更多公開辯論。同時，新的教導散布到瑞士邦聯其他區域，以及一些士瓦本的城鎮。11月6-8日，關於洗禮的最後一次辯論在蘇黎世大教堂舉行。格列伯、曼茨、布老若克在慈運理、傑，和其他改革者面前為他們自己的主張辯護。他們的觀點彼此間並沒有交集，雙方都堅持原本的立場，辯論演變成一片吵雜，雙方互相謾罵。
蘇黎世市議會最終決定完全不妥協，在1526年3月7日發布了惡名昭彰的命令，任何重洗的人將處死。雖然技術上來說慈運理沒有參與這項決定，但也沒有任何跡象顯示他反對。曾經發誓離開蘇黎世並不再施行洗禮的費利克斯·曼茨，故意回來繼續進行重洗派的活動。他被逮捕和審判之後，1527年1月5日在利馬特河被以溺刑處死。他是第一位重洗派的殉道者，接著還有其他三位被處死。之後其他重洗派逃離或被驅逐出蘇黎世。

### 瑞士邦聯的宗教改革（1526–1528年）

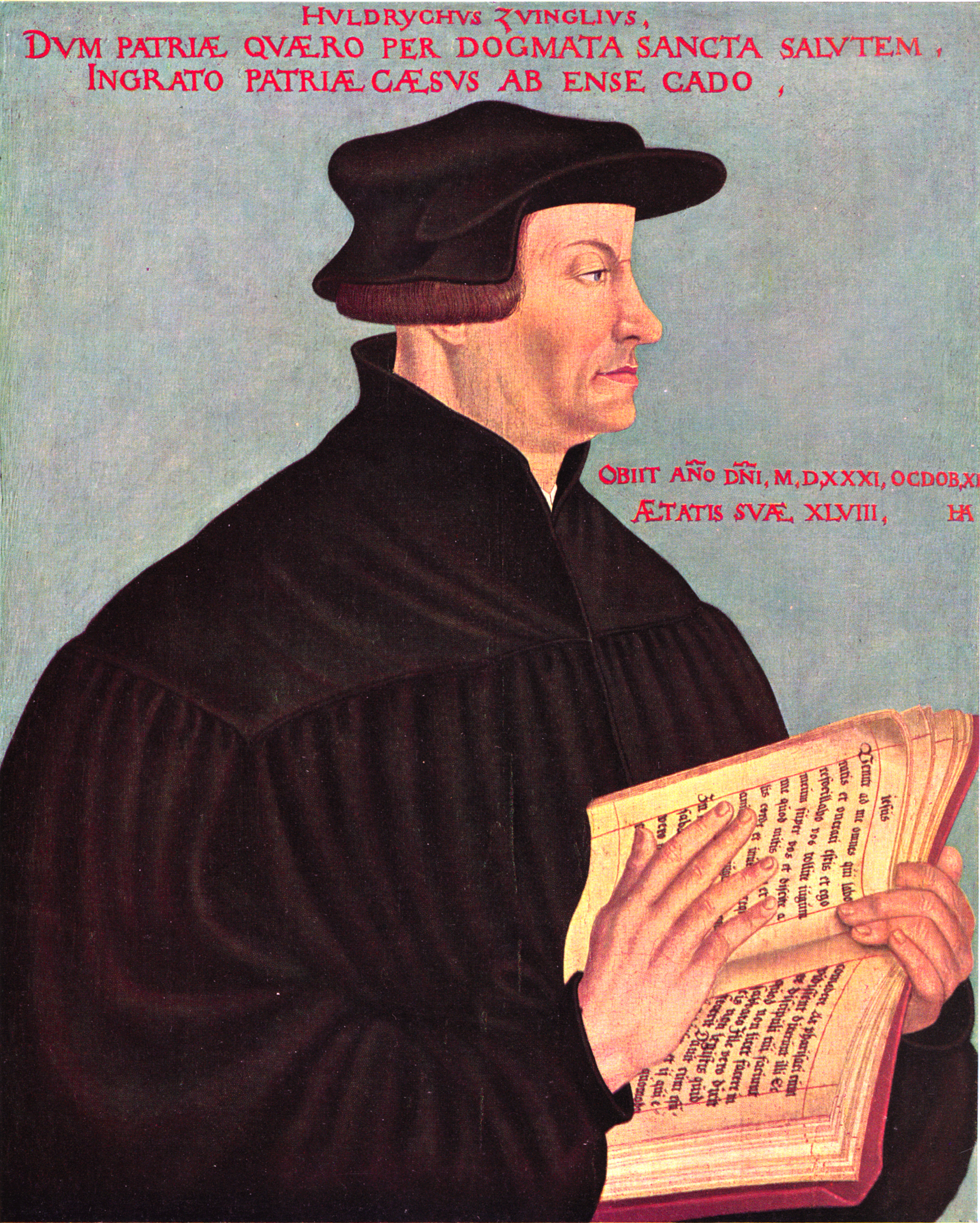
汉斯·阿斯佩尔1549年繪

1524年4月，琉森、烏里、施維茨、下瓦爾登和楚格等五個州形成“五國聯盟”(die fünf Orte)，以對抗慈運理的改革。他們聯繫了馬丁·路德的對手約翰·埃克，曾在1519年的萊比錫辯論和路德辯論。埃克要求舉行辯論，他和慈運理都接受。然而，他們不能同意評審機關的選擇、辯論的位置，還有使用瑞士國會做為法庭。由於無法達成共識，慈運理決定抵制這次辯論。1526年5月19日，各州都派出代表前往巴登。儘管蘇黎世的代表有出席，但他們沒有參加議程。埃克領導天主教一方，而改革者由巴塞爾的約翰內斯·厄科蘭帕迪烏斯領導。厄科蘭帕迪烏斯是符騰堡的神學家，曾與慈運理有廣泛而友好的信件往來。隨著辯論的進行，慈運理持續接受會議的資訊，並印小冊子表達他的意見。不過這沒有多大用處，因為國會決定反對慈運理。他被禁止，不得再發送他的著作。邦聯十三個成員中，格拉魯斯、索洛圖恩、弗里堡、阿彭策爾以及五國聯盟投票反對慈運理。伯爾尼、巴塞爾、沙夫豪森和蘇黎世支持他。
巴登辯論暴露出邦聯內部在宗教問題上的深深裂痕。宗教改革已經開始出現在其他州。邦聯的附屬州聖加侖市，由改革市派長約阿希姆·瓦迪安帶領，在蘇黎世兩年之後的1527年廢止了彌撒。在巴塞爾，雖然慈運理曾與厄科蘭帕迪烏斯有密切的關係，但政府並沒有做出任何有關改革的裁決，直到1529年4月1日廢止彌撒。沙夫豪森則是一直密切關注蘇黎世做為典範，在1529年9月正式通過的改革。
伯爾尼的情況，伯爾尼大教堂的神父德邁·哈勒和詩人畫家兼政治家尼克勞斯·曼努埃爾，為了改革而參加競選。不過伯爾尼是否是一個支持改革的州，要到另一場辯論之後才確立。伯爾尼辯論有450人參加，包括伯爾尼和其他州的神父，還有邦聯之外的一些神學家，如來自斯特拉斯堡的馬丁·比塞和沃爾夫岡·卡皮托、來自康斯坦茨的安布羅修斯·布拉雷爾、來自紐倫堡的安德烈亚斯·阿尔特哈默。埃克和约翰·法贝尔拒絕出席，支持天主教的各州也沒有派出代表。會議從1528年1月6日開始，持續近三個星期。慈運理承擔捍衛改革的主要責任，在明斯特有過兩次的演講。1528年2月7日，議會下令宗教改革正式在伯爾尼建立。

### 第一次卡珀爾戰爭（1529年）

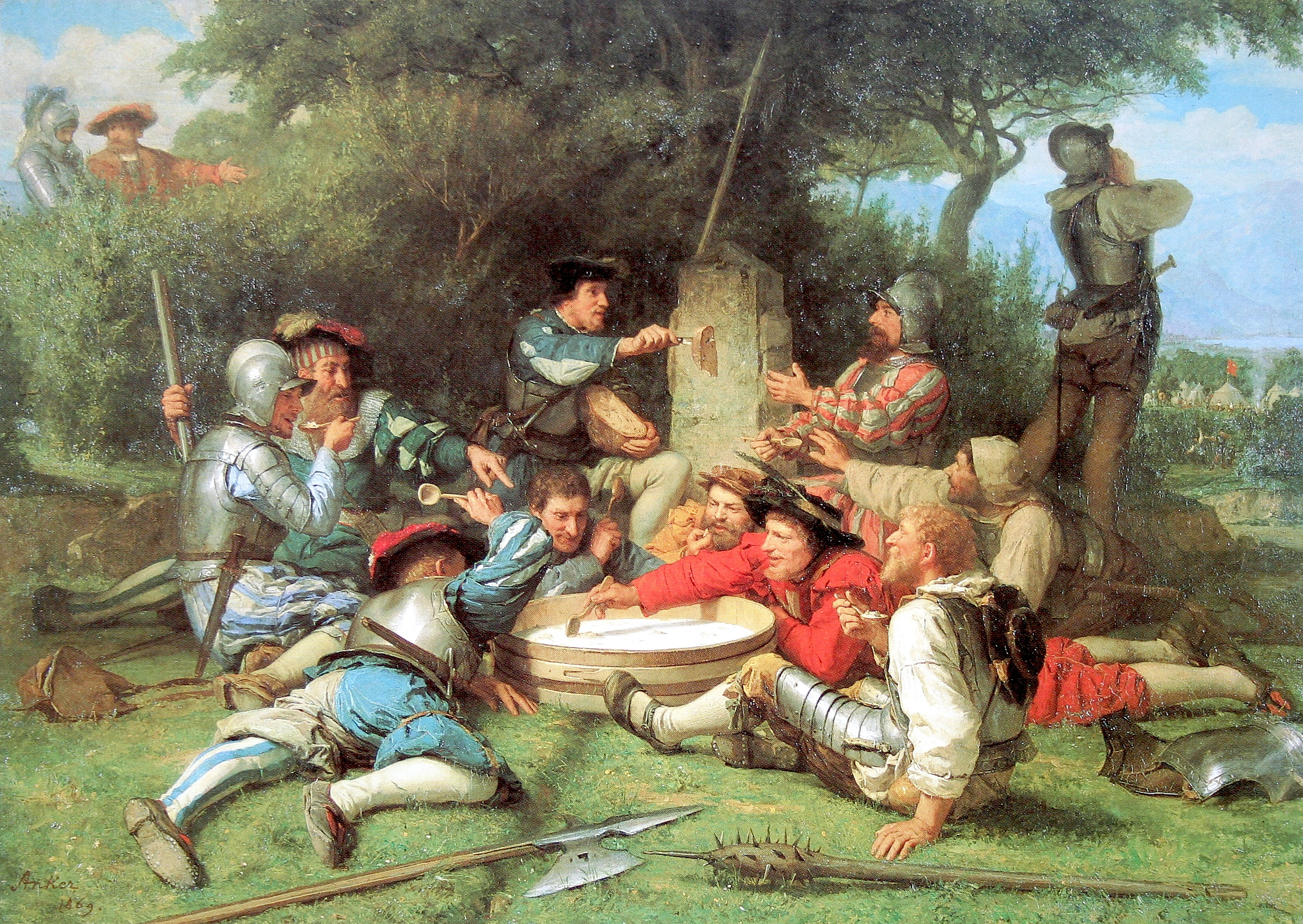
卡珀爾戰爭, 1869年繪

早在伯爾尼辯論之前，慈運理就試圖建立一個改革派城邦的聯盟。當伯爾尼正式接受改革，「基督教公民聯盟」便宣告成立。聯盟的第一場會議於1528年1月5~6日在伯爾尼，與康斯坦茨和蘇黎世的代表共同舉行。其他城市，包括巴塞爾、比爾、米盧斯、沙夫豪森和聖加侖隨後加入該聯盟。“五國同盟”(天主教)感受到包圍和孤立，開始尋求更多外部的盟友。2個月的協商後，“五國同盟”與奧地利的斐迪南在1529年4月組成“基督教聯盟”。
對奧條約簽訂後不久，改革派的傳教士雅各·布凱澤，在烏茨納赫被逮捕，在施維茨被處決。此事引發慈運理激烈反應。他起草了〈關於戰爭的建議〉（Ratschlag über den Krieg ）給予政府，概述了對天主教國家發動攻擊還有實行其他措施的理由。在蘇黎世將要展開行動時，從伯爾尼的一個代表團(包括尼古拉斯·曼努埃爾)抵達蘇黎世，勸蘇黎世以和平方式解決此事。曼努埃爾指出，發動攻擊會使伯爾尼暴露在進一步的危險中，尤其在與天主教瓦萊和薩伏依公國接壤的南翼。他曾說:“長矛和刀劍無法帶來信心。”但是蘇黎世知道伯爾尼不得不默許，決定要獨自行動。1529年6月8日蘇黎世組織了3萬人的軍隊，並且宣戰。“五國同盟”則被奧地利放棄，部隊規模可能只有9千人。雙方部隊在卡珀爾附近遭遇，但因為慈運理的親戚漢斯·艾伯利介入，雙方休戰。
慈運理不得不提出停戰條款。他要求“基督教聯盟”必須解散；改革派的宣教士可以自由出入天主教國家；禁止養老保險制度；支付戰爭賠款；賠償殉道者雅各·凱澤的孩子。曼努埃爾參與了談判。伯爾尼沒有打算堅持自由宣教權和禁止養老保險制度。蘇黎世和伯爾尼不能接受“五國同盟”（天主教）僅答應解散與奧地利的結盟。慈運理大失所望，這也標誌著他政治聲望的下降。卡珀爾的第一個土地和平令生效，戰爭在6月24日結束。

### 馬爾堡會談（1529年）
参见：馬爾堡會談

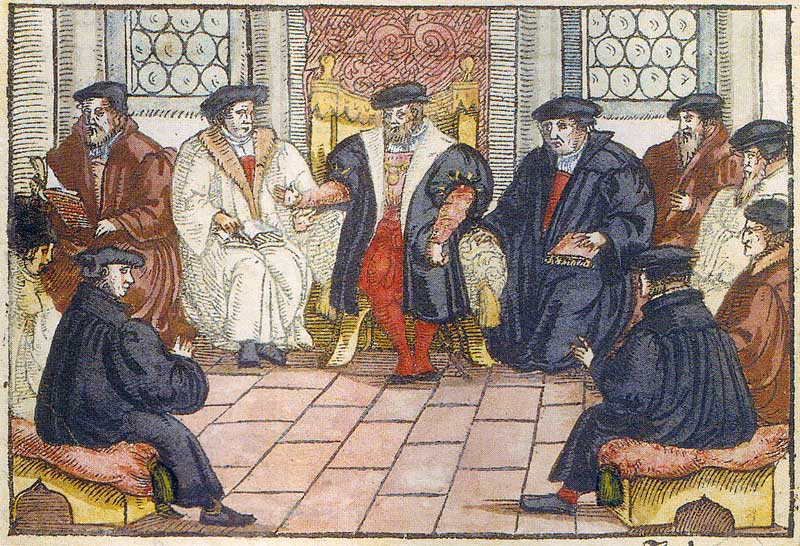
馬爾堡會談的彩色木雕, 作者不詳, 1557年

當慈運理在瑞士邦聯展開宗教改革的政治工作時，他與他的同事們發展了他的神學觀點。馬丁路德與慈運理之間最著名的分歧就是關於聖餐意義的解釋。這個分歧起源時路德在維滕貝格的前同事安德烈亚斯·卡尔施塔特，他發行了三本關於聖餐的小冊子，反對聖餐當中基督真實臨在的解釋。這些小冊子於1524年在巴塞爾發表，得到厄科蘭帕迪烏斯和慈運理的認可。路德拒絕卡爾施塔特的論點，認為慈運理也是與卡爾施塔特一夥的。慈運理開始透過一些出版品表達他對聖餐的想法，包括《論聖餐》（de Eucharistia）。
他攻擊真實臨在的觀點，認為耶穌的祝聖禱文中“這是我的身體，這是我的血”是象徵意義。因此，慈運理聲稱聖餐中沒有基督真實的臨在，將這段經文理解為一種隱喻。實際上，這餐是象徵最後的晚餐。
1527年春，路德在〈基督的這些話‘這是我的身體’等等－仍然堅決抵制這些狂熱者〉(Dass Diese Worte Christi "Das ist mein Leib etc." noch fest stehen wider die Schwarmgeister)中強烈反對慈運理的意見。爭論一直持續到1528年，馬丁·布策試圖搭建路德和慈運理之間的橋樑。當時黑森的菲利普想要建立統合所有新教勢力的政治同盟，邀請雙方前來馬爾堡討論彼此間的分歧。此事件被稱為馬爾堡會談。
慈運理接受了菲利普的邀請，他自信能說服路德。相較之下，路德沒想到要出來會談，在菲利普的敦促下才不得不參加。1529年9月28日，慈運理在厄科蘭帕迪烏斯的陪同下抵達，路德和菲利普·梅蘭希通隨後不久也到。其他神學家也有參加，包括馬丁·布策、安德烈亞斯·奧西安德、約翰內斯·布倫茨、賈斯特斯·喬納斯。辯論在10月1到3日舉行，結果發表為〈馬爾堡十五條〉。參與者僅能同意前十四條，但第十五條關於基督聖餐的解釋仍然意見分歧。此後，每邊宣稱他們是勝利者，但實際上爭議並沒有解決，最終導致兩個不同的新教教派各自發展。

### 政治的變化與第二次卡珀爾戰爭（1529-1531年）
参见：第二次卡珀爾戰爭

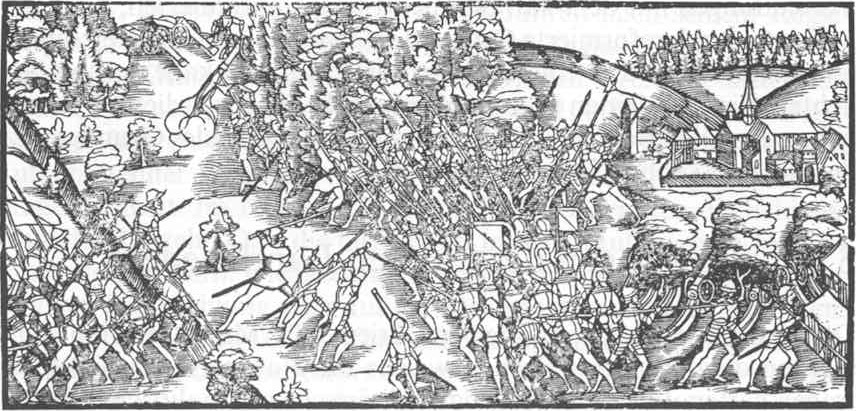
第二次卡珀爾戰爭, 1531年10月11日, 出自約翰內斯·施通普夫1548年出版的著作《編年史》(Chronik)

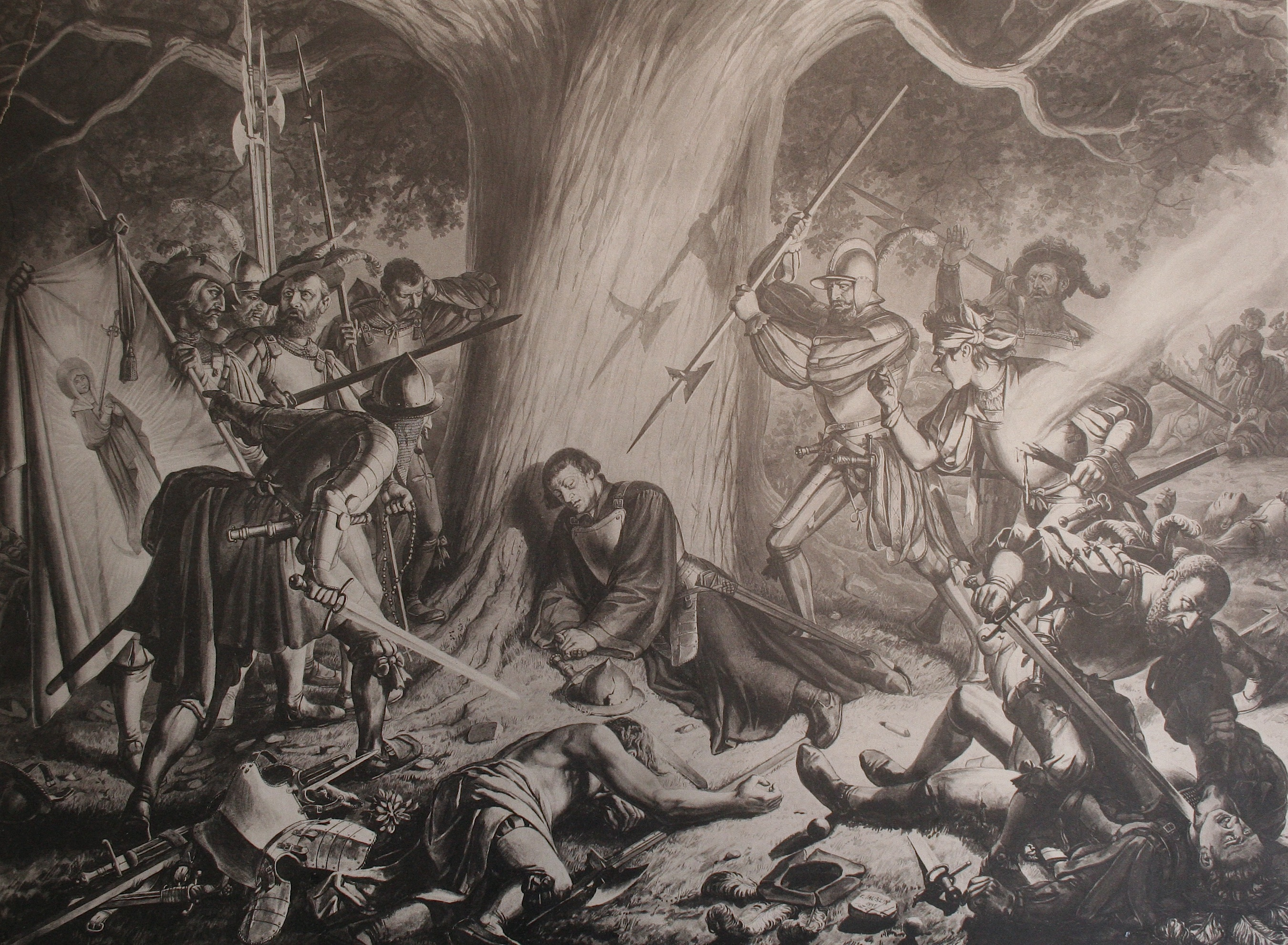
慈運理之死, 卡尔·尧斯林 (1842–1904)繪

隨著馬爾堡會談的失敗和邦聯的分裂，慈運理將他的目標轉向與黑森的伯爵菲利普一世同盟。他與菲利普維持積極的聯絡。雖然伯爾尼拒絕參加，但經過漫長的努力後，蘇黎世、巴賽爾、斯特拉斯堡與菲利普在1530年11月簽定共同防禦條約。慈運理也親自與法國的外交代表交涉，但雙方差距甚大。法國希望與“五國同盟”(天主教)繼續保持良好的關係。與威尼斯和米蘭的嘗試也失敗了。
當慈運理在為組織政治聯盟努力的時候，神聖羅馬帝國皇帝查理五世為了要裁決信仰問題，邀請新教徒前往奧格斯堡國會提出自己的意見。在此路德派提出了《奧格斯堡信條》。另外在馬丁·布策的領導下，斯特拉斯堡、康斯坦茨、梅明根和林道等幾個城市產生了《四城信條》，採取了介於馬丁路德和慈運理之間的中間立場。不過屬於慈運理領導“基督教市民同盟”的城邦來不及形成他們自己的信條。由慈運理發表了自己的信仰告白《信心與理性》(Fidei ratio)，以使徒信經為基礎的十二篇文章，強烈抨擊天主教和路德宗。路德宗對此私下批評，沒有公開回應。慈運理和路德的老對手約翰·埃克，則是出書反駁慈運理，並提交給皇帝。
1530年年末黑森的菲利普一世成立了施馬爾卡爾登聯盟，《四城信条》的四個城邦加入了以路德宗《奧格斯堡信條》為主的同盟。由於聯盟的條件寬鬆，蘇黎世、巴塞爾、伯爾尼原本考慮加入。但慈運理的信仰無法接受《四城信條》，並寫信嚴厲拒絕了布策爾和卡皮托。這侵犯到菲利普一世的立場，使他切斷慈運理與聯盟的關係。導致“市民同盟”在瑞士邦聯的宗教衝突中失去任何外部的盟友。
第一次卡珀爾的和平條約中沒有保障新教在天主教國家傳教的權利。慈運理認為這樣表示是允許的，但五國同盟完全拒絕。“市民聯盟”考慮以不同的方式對“五國同盟”施加壓力，巴塞爾和沙夫豪森認為應該以外交手段為主，而蘇黎世想以軍事手段解決。慈運理和里歐·杰都主張對“五國同盟”發動攻擊。伯爾尼則提出一個折衷方案，最終獲得了支持。1531年5月，蘇黎世勉強同意對“五國同盟”實行糧食封鎖。但到了10月，封鎖的效果仍然有限，伯爾尼決定撤銷封鎖，蘇黎世則希望維持封鎖，“市民聯盟”內部對此爭論不休。
1531年10月9日，“五國同盟”決定先下手為強，對蘇黎世宣戰。蘇黎世由於內部紛爭動員緩慢。10月11日，蘇黎世布署在卡珀爾附近部隊(3500人)遭遇到“五國同盟”兩倍的部隊進攻。包括慈運理在內許多牧師都上了前線，戰鬥持續不到一小時，慈運理是蘇黎世軍隊陣亡的500人之一。
慈運理曾認為自己的身分首先是屬於基督的;第二是他所捍衛的國家瑞士邦聯;第三是他生活了12年的城市蘇黎世。諷刺的是，他在47歲去世時，不是為了基督，也不是為了瑞士邦聯，而是為了蘇黎世。對此馬丁路德寫到:「幸好慈運理、安德烈亞斯·卡爾施塔特和康拉德·佩利坎都死在戰場上，否則我們不可能維持與黑森的菲利普一世、斯特拉斯堡和其他我們的鄰邦的關係。哦!這是個勝利，他們滅亡了。上帝的旨意何其好。」卡爾施塔特和佩利根的死訊是當時誤傳。厄科蘭帕迪烏斯則是在11月24日去世。伊拉斯謨寫到：「對於兩位宣教士，慈運理和厄科蘭帕迪烏斯的死訊，我們從巨大的恐懼中釋懷，他們的生命讓許多心靈產生難以置信的變化。這是至高神奇妙的作為。」此外伊拉斯謨也寫到:「如果貝羅納(古羅馬戰爭女神)青睞他們，那麼這一切也可能臨到我們之上。」

### 大事記
- 1484年（出生）元旦生於瑞士，家境富裕，受良好的人文教育。
- 1498年（14歲）進入維也納大學，後轉巴塞爾大學，1504年（20歲）畢業。
- 1499年 (15歲) 瑞士邦聯獨立，但經濟貧困，傭兵盛行。慈運理之後因反對傭兵制度而涉入政治。
- 1506年（22歲）從巴塞爾大學獲得神學碩士學位。
- 1516年（32歲）遇見伊拉斯謨，並成為伊拉斯謨的忠實門徒。
- 1519年（35歲）元旦，擔任蘇黎世大教堂教會之神父。
- 1519年 (35歲) 接觸馬丁路德的一些著作，影響慈運理一些早期的論述。
- 1519年 (35歲) 因探視病患而染上黑死病，幾乎喪命。他哀求上帝醫治，並奉獻一生事主。在這過程中，強化了他宗教結合社會改革的決心。
- 1522年（38歲）與寡婦安娜秘密結婚。
- 1523年（39歲）主持蘇黎世議會的教義辯論。發表《六十七條》。
- 1523年（39歲）10月舉行第二次辯論。與會者多數贊成廢除彌撒。
- 1529年（45歲）前往马爾堡與馬丁·路德討論教會體制，但會談最後因對聖餐意義的歧異而破裂。
- 1531年（47歲）10月11日在卡佩尔戰役中受傷，最後被敵人用石頭打死。

## 與天主教的主要衝突
- 1522年羅馬天主教高舉傳統與聖經相等，慈运理斷然拒絕此項宣告。他並於同年八月出版《始與終》，堅持聖經為唯一之權威，並認為聖經是人人可讀的。
- 1523年擬定《六十七條》(Schlussreden)，攻擊教皇、聖徒崇拜、善功、禁食、節期、朝聖、修道會、教牧獨身、告解、贖罪券、苦行、煉獄等等。
- 1523年起多次公開辯論，廢彌撒、除聖像、毀管風琴等。
- 與瑞士邦聯中羅馬天主教勢力城邦的戰爭。[80]

## 神學思想

### 上帝有至高的主權
- 上帝的主權——有關上帝的教理，是慈運理神學體系的中心。他的神學架構是以「神」為中心，而不是以「基督」為中心。在慈運理的作品《論神的照管》一書中，慈運理想要從自然神學開始，來證實神的存在和本性乃是決定一切的實有，並且上帝是高高在上的，祂的至高主權同時掌管著自然界一切的定律與歷史進程中一切事件的發生與演變 [81]。若上帝「想要」改變一切的常態，以致於脫離一切理性中的常軌，仍然是神自己的權力。凡是違背神旨意的事都不會發生，因此慈運理認為一切的邪惡和一切的良善，都一樣可歸因於上帝；連亞當犯罪墮落的事亦可歸因於上帝。但我們不能據此控告上帝為有罪，因祂不處在律法之下。舉凡偷盜、兇殺等罪行是人濫用「自由意志」而導致的行為，故人要受律法的定罪 [82]。上帝雖造了會墮落的人類，但祂也決定祂的獨生子取了人性，以拯救墮落的人類。關於人的得救，慈運理強調「神恩獨作說」 [83]。
- 上帝的揀選與預定——上帝的揀選是無條件的、不變的、且是永恆的。蒙揀選者必然得救，即使這人尚未獲得信心之前就死了。慈運理認為上帝的揀選不獨在基督教之內，上帝的揀選能延伸到舊約的眾聖徒，甚至也可以延伸到希臘、羅馬時代的偉大英雄和聖賢哲士。關於一個人會上天堂或者下地獄，這一切都是上帝所預定的。慈運理認為上帝的揀選與預定，乃是祂預知的原因 [83]。上帝的揀選只是指著預定得救者，以及他們將來在天上所要接受的命運而言；至於其餘未被揀選的人，他們不僅自由任意地選擇詛咒，他們也預定要承受下地獄的命運 [82]。
- 上帝給人活出信仰的力量——慈運理徹底的強調造物主與被造者的分際，雙方必須分開而不可互相混亂。他也藉此徹底除去教會內外任何形式的偶像崇拜風氣，例如宗教圖像、政治領袖等。他更進一步追求上帝主權在信徒外在生活的彰顯，他所努力的是，「內聖」的信仰體驗必須達到「外王」的生活實踐 [84]。

### 聖經是唯一的權威
- 聖經高於一切權威——慈運理非常強調聖經的原則，認為聖經是基督教信仰和傳統及習俗中的最高權威，並且一切從人而來的傳統，當然包括教會和教延中所流傳的傳統，都必須接受聖經的評判 [85]。基督教的神學應該要回歸聖經並奠基於聖經，「惟靠聖經」是宗教改革家的口號與信念，一切無法在聖經中找到根據的傳統或信仰，都應該被摒棄，或是被宣佈無效，例如「馬利亞無罪」的教義 [86]、以及慈運理在《六十七條》中用來攻擊教皇、聖徒崇拜、善功、禁食、節期、朝聖、修道會、教牧獨身、告解、贖罪券 （页面存档备份，存于）、煉獄等等不合聖經的教導都是。而緊接著的是解經式的講道、聖經書卷的註釋、以及聖經神學方面著述的蓬勃發展 [87]。
- 整本聖經都是神的話——有別於馬丁·路德將聖經中的某些書卷高抬於其他書卷之上[來源請求]，或質疑某些書卷的屬靈價值[來源請求]。慈運理則一視同仁的將聖經中的各書卷都視為「神的道」，也認為都具有同樣崇高的地位。慈運理在他牧會的生涯中，有一段時間無視於羅馬天主教的「統一進度」規範，堅持逐章逐節的在講台上將全本新約聖經講解清楚 [88]，在當時只有神職人員才能讀聖經，並且多以靈意解經的背景之下，慈運理他以文法字義的解經法，並以解經為中心的講章，且連結在生活上的應用，此作風在當時獨樹一格。
- 聖經為信仰與生活中的最高準則——慈運理他不刻意去分辨律法與福音之間有何差別，他從律法的觀點來運用聖經，並將聖經看成是一本生活的準則。在慈運理的想法中，律法就如同福音一般，都是上帝慈愛的啟示，要叫人遠離罪，並與上帝和好且保持親密的關係。慈運理的主張是「凡聖經沒有說的就不要去做」 [89]。

### 聖禮為見證與紀念
- 聖禮——慈運理認為「聖禮」的儀式並不能使人得著信心或恩典，這些恩賜乃是由聖靈所給予的，他更進一步以「禮儀」來替代「聖禮」這個詞。慈運理認為聖禮只不過是一種「象徵」的儀式，而非真正恩典的媒介 [90]。他認為聖禮使教會確信這個人具有信心，遠大於聖禮使這人確信他是真有信心，真信心需要儀式來證明它的真實，並且是經得起考驗的。聖禮實質上的功用，是為了教會而存在，並且為了宣揚和紀念基督的拯救行動以及這行動對個人的功效。聖禮也可以幫助人想到福音，並幫助我們記住基督的工作和表明我們的信心。慈運理也強調，在整個聖禮進行的過程中，聖靈是實際臨在當中，並且接受禮儀者的信心。他堅持沒有信心、拯救的恩典與赦免與這禮儀結合在一起 [87]。
- 浸禮——慈運理將「浸禮」等同於神與以色列人立約的「割禮」，只是在新約時代要成為神子民的一種入會儀式，也是表示神揀選的一個記號。慈運理並強烈否認重洗派「重洗」的必要性 [91]。
- 聖餐——慈運理的聖餐觀受到人文主義的影響，反對任何的迷信與傳奇色彩，較為注重靈性與精神層面。同樣的，慈運理強調聖餐也是一種紀念、象徵性的行動 [92]，他認為基督並未真實的臨到聖餐的餅和酒裡面，主餐只是一個紀念主的儀式，是為了教會的緣故，因此紀念和宣揚基督的死。在主餐的儀式中，當中的每一位基督徒都要清楚的表明自己是基督身體的一份子，彼此互為肢體 [93]。在聖餐上的歧見，成了馬丁·路德與慈運理在馬爾堡討論教會體制的過程中，兩者決裂的最主要原因，也造成了慈運理後來必須獨自面對反對勢力的困境。

## 影響

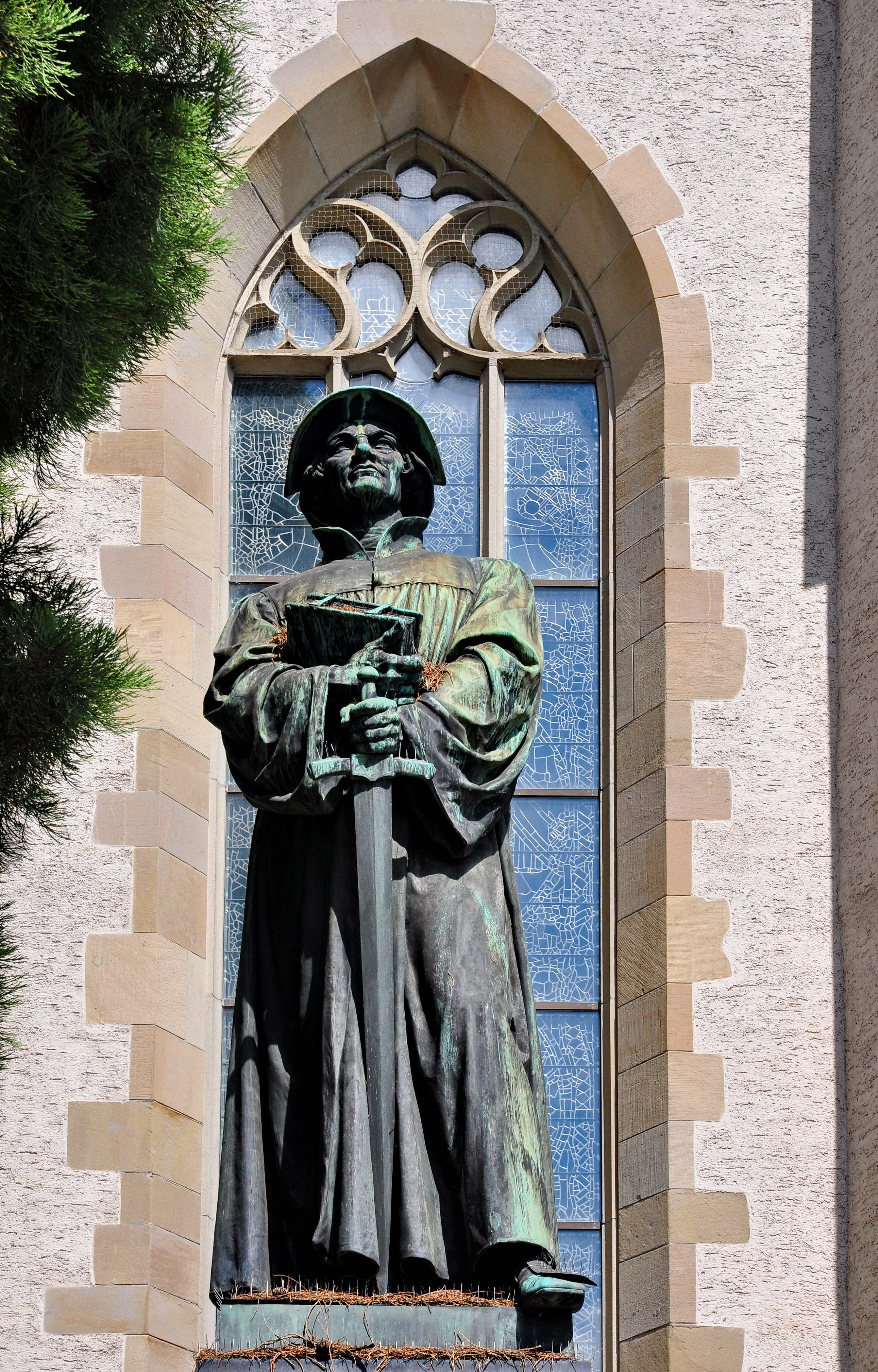
蘇黎世水教堂外的慈運理紀念雕像

在沃木斯有一座慈運理的紀念雕像，一手持聖經，一手持刀劍，這代表他一生持守基督信仰，並且對社會公義的追求全然擺上而不遺餘力。慈運理一生都是個行動派，將他的理念實踐出來，與當時的多方勢力如羅馬天主教、瑞士邦聯政府議會、重洗派、以馬丁·路德為首的宗教改革勢力，都有過微妙的互動或激烈的交鋒。甚至在他「政教合一」的理想中，亦曾聯絡一位德意志公爵，利用法國國王為後盾，並聯合威尼斯艦隊，想要推翻神圣罗马帝国皇帝查理五世。然而在他四十七歲時任隨軍神甫時，在戰場上為敵人所殺。他的神學思想雖未臻完美、政教改革雖未竟全功，但他所留下的寶貴資產，提供後繼的思想家與喀爾文一個改革的方向。

## 重要著作
- 《始與終》（1522年）－堅持聖經為唯一的權威，並認為人人都有閱讀聖經的權利。
- 《六十七條》（1523年）－攻擊教皇、聖徒崇拜、善功、禁食、節期、朝聖、修道會、教牧獨身、告解、贖罪券 （页面存档备份，存于）、煉獄等等不合聖經的教導。
- 《真假宗教詮釋》（1525年）－詳細說明宗教改革的理念及目的，並駁斥當時教會的敗壞與謬誤。此作品通常被視為第一本改革宗信條。
- 《論慈運理的信仰》（1530年）－慈運理陳述他對浸禮的觀點。
- 《論神的照管》（1531年）－慈运理從自然神學開始，想要證實神的存在和本性乃是決定一切的實有，高高在上，同時決定自然與歷史。
- 《基督教信仰淺釋》（1531年）